# 澤田剛
澤田 剛（さわだ つよし、1975年11月21日 - ）は、北海道上磯郡上磯町（現・北斗市）出身の元プロ野球選手（内野手）。右投左打。

## 経歴
函館大有斗高では上野美記夫監督の指導を受けて3年夏に投手として南北海道大会ベスト4の成績を収めたが、甲子園出場歴はない。
1993年のNPBドラフト会議で福岡ダイエーホークスから5位指名を受け、内野手として入団。18歳の誕生日に決定の電話を受けたという。同年11月29日に契約金3300万円、年俸400万円の契約条件で仮契約した。
1997年に現役を引退し、球団職員となる。球場の看板広告や地方興行、宮崎キャンプの誘致などの営業を担当し、2005年4月に退団。
2005年にトラスト・インターナショナル社を起業し、2022年までに中古車販売事業・飲食店事業・健康関連事業を展開している。
2012年1月に帰郷し、高校の先輩が監督を務める函館北斗ポニーの部長を務めた。
2016年の学生野球資格回復研修を受講した上で翌2017年2月7日に日本学生野球協会から学生野球資格回復の適性認定を受けて学生野球選手への指導が可能となり、2022年4月1日に函館大有斗高からの要請を受けて函館大有斗高のコーチに就任。

## 詳細情報

### 年度別打撃成績
- 一軍公式戦出場なし

### 背番号
- 58（1994年 - 1997年）